# Hans Dolieslager
Hans Dolieslager (geb. 1950 in Leiden, gest. vermutlich 2024) war ein niederländischer Bildender Künstler und Lehrer.
Als er an der Grundschule arbeitete, übernahm er in den Jahren 1976 und 1979 einige Jahre lang an der ARS Aemula Naturea Academy in Leiden (1973-1979). Seit 1982 arbeitete er als unabhängiger bildender Künstler in Goedereede mit einem Teilzeit-Job als Dozent für visuelle Bildung in der Sekundarschulbildung bis 2000.
Seine Gemälde behandelte fiktive Landschaften. Er beschrieb sie als „Erinnerungsbilder, Bilder, die ich gerne festhalten würde“. Das Hauptthema in Dolieslagers Werk waren die Landschaften von Goeree-Overflakkee. Das Naturschutzgebiet De Kwade Hoek und die Polder in seiner Heimatstadt Goedereede waren über zwanzig Jahre lang Gegenstand seiner Gemälde, Pastelle und Grafiken. In den letzten Jahren befasste er sich oft mit der Kulturlandschaft mit Bäumenreihen und riesigen Feldern sowie mit der Ernte.
Im Herbst 2024 starb Hans Dolieslager nach einer Erkrankung an der Alzheimer-Krankheit.